# Sopkovce
Sopkovce – wieś (obec) na Słowacji położona w kraju preszowskim, w powiecie Humenné. Pierwsze wzmianki o miejscowości pochodzą z roku 1567.
Według danych z dnia 31 grudnia 2012, wieś zamieszkiwało 111 osób, w tym 48 kobiet i 63 mężczyzn.
W 2001 roku pod względem narodowości i przynależności etnicznej wieś zamieszkiwali wyłącznie Słowacy.
Ze względu na wyznawaną religię w 2001 roku 57,36% mieszkańców stanowili katolicy rzymscy, 42,64% grekokatolicy.